# Prison School
Prison School (jap. 監獄学園 Purizun sukūru) – manga autorstwa Akiry Hiramoto, publikowana na łamach magazynu „Shūkan Young Magazine” wydawnictwa Kōdansha od lutego 2011 do grudnia 2017. W Polsce prawa do jej dystrybucji nabyło Studio JG.
Na jej podstawie studio J.C.Staff wyprodukowało serial anime, który emitowano od lipca do września 2015. W oparciu o mangę powstała również TV drama, która była emitowana od października do grudnia 2015.

## Fabuła
Akademia Hachimitsu, jedna z najbardziej surowych żeńskich szkół w Tokio, od niedawna postanowiła przyjmować także chłopców. Placówka ta znana jest z wysokiego poziomu nauczania oraz rygorystycznego prawa, które karze uczniów nawet za najdrobniejsze wykroczenia. Kiyoshi, Takehito, Shingo, Jōji i Reiji zapisują się do akademii, stając się pierwszymi uczniami płci męskiej, jednakże niedługo później zostają przyłapani na podglądaniu dziewczyn pod prysznicami. Po schwytaniu i aresztowaniu przez Tajny Samorząd Uczniowski otrzymują oni ultimatum: albo zostaną na miesiąc w szkolnym bloku więziennym, albo zostaną wydaleni.

## Bohaterowie

### Główni
- Kiyoshi Fujino (jap. 藤野 清志 Fujino Kiyoshi)

Seiyū: Hiroshi Kamiya 
- Takehito Morokuzu (jap. 諸葛 岳人 Morokuzu Takehito)

Seiyū: Katsuyuki Konishi 
- Shingo Wakamoto (jap. 若本 真吾 Wakamoto Shingo)

Seiyū: Kenichi Suzumura 
- Jōji Nezu (jap. 根津 譲二 Nezu Jōji)

Seiyū: Daisuke Namikawa 
- Reiji Andō (jap. 安堂 麗治 Andō Reiji)

Seiyū: Kazuyuki Okitsu 

### Pozostali
- Mari Kurihara (jap. 栗原 万里 Kurihara Mari)

Seiyū: Sayaka Ōhara 
- Meiko Shiraki (jap. 白木 芽衣子 Shiraki Meiko)

Seiyū: Shizuka Itō 
- Hana Midorikawa (jap. 緑川 花 Midorikawa Hana)

Seiyū: Kana Hanazawa 
- Kate Takenomiya (jap. 竹ノ宮 ケイト Takenomiya Keito)

Seiyū: Ami Koshimizu 
- Mitsuko Yokoyama (jap. 横山 みつ子 Yokoyama Mitsuko)

Seiyū: Mikako Takahashi 
- Dyrektor Kurihara (jap. 理事長 Rijichō)

Seiyū: Keiji Fujiwara 
- Chiyo Kurihara (jap. 栗原 千代 Kurihara Chiyo)

Seiyū: Chinami Hashimoto 
- Anzu Yokoyama (jap. 横山 杏子 Yokoyama Anzu)

Seiyū: Yō Taichi 
- Satō (jap. 佐藤)

Seiyū: Nana Hamasaki 
- Mayumi Tanaka (jap. 田中 マユミ Tanaka Mayumi)

Seiyū: Ami Nanase 

## Manga
Seria ukazywała się w magazynie „Shūkan Young Magazine” od 7 lutego 2011 do 25 grudnia 2017. Wydawnictwo Kōdansha zebrało jej rozdziały w 28 tomach tankōbon, wydawanych od 6 czerwca 2011 do 6 kwietnia 2018.
W Ameryce Północnej manga została wydana przez Yen Press. 27 grudnia 2024 Studio JG zapowiedziało wydanie mangi w Polsce w 14 tomach zbiorczych, z kolei premiera odbyła się 13 czerwca 2025.
| Nr | Język japoński      | Język japoński         | Język polski    | Język polski           |
| Nr | Data wydania        | ISBN                   | Data wydania    | ISBN                   |
| -- | ------------------- | ---------------------- | --------------- | ---------------------- |
| 1  | 6 czerwca 2011      | ISBN 978-4-06-382043-0 | 13 czerwca 2025 | ISBN 978-83-8257-751-8 |
| 2  | 6 października 2011 | ISBN 978-4-06-382091-1 | 13 czerwca 2025 | ISBN 978-83-8257-751-8 |
| 3  | 6 stycznia 2012     | ISBN 978-4-06-382125-3 | —               |                        |
| 4  | 6 kwietnia 2012     | ISBN 978-4-06-382159-8 | —               |                        |
| 5  | 6 lipca 2012        | ISBN 978-4-06-382195-6 | —               |                        |
| 6  | 6 listopada 2012    | ISBN 978-4-06-382224-3 | —               |                        |
| 7  | 6 lutego 2013       | ISBN 978-4-06-382261-8 | —               |                        |
| 8  | 2 maja 2013         | ISBN 978-4-06-382302-8 | —               |                        |
| 9  | 5 lipca 2013        | ISBN 978-4-06-382320-2 | —               |                        |
| 10 | 4 października 2013 | ISBN 978-4-06-382359-2 | —               |                        |
| 11 | 6 grudnia 2013      | ISBN 978-4-06-382387-5 | —               |                        |
| 12 | 6 marca 2014        | ISBN 978-4-06-382432-2 | —               |                        |
| 13 | 2 maja 2014         | ISBN 978-4-06-382461-2 | —               |                        |
| 14 | 6 sierpnia 2014     | ISBN 978-4-06-382499-5 | —               |                        |
| 15 | 6 listopada 2014    | ISBN 978-4-06-382525-1 | —               |                        |
| 16 | 6 marca 2015        | ISBN 978-4-06-382570-1 | —               |                        |
| 17 | 5 czerwca 2015      | ISBN 978-4-06-382643-2 | —               |                        |
| 18 | 6 sierpnia 2015     | ISBN 978-4-06-382647-0 | —               |                        |
| 19 | 4 grudnia 2015      | ISBN 978-4-06-382714-9 | —               |                        |
| 20 | 4 marca 2016        | ISBN 978-4-06-382741-5 | —               |                        |
| 21 | 6 czerwca 2016      | ISBN 978-4-06-382804-7 | —               |                        |
| 22 | 5 sierpnia 2016     | ISBN 978-4-06-382836-8 | —               |                        |
| 23 | 4 listopada 2016    | ISBN 978-4-06-382872-6 | —               |                        |
| 24 | 6 marca 2017        | ISBN 978-4-06-382960-0 | —               |                        |
| 25 | 2 maja 2017         | ISBN 978-4-06-382965-5 | —               |                        |
| 26 | 4 sierpnia 2017     | ISBN 978-4-06-510425-5 | —               |                        |
| 27 | 6 listopada 2017    | ISBN 978-4-06-510425-5 | —               |                        |
| 28 | 6 kwietnia 2018     | ISBN 978-4-06-510425-5 | —               |                        |

## Anime
Adaptacja w formie telewizyjnego serialu anime została zapowiedziana w sierpniu 2014. Seria została zanimowana przez studio J.C.Staff i wyreżyserowana przez Tsutomu Mizushimę. Za scenariusz odpowiadała Michiko Yokote, postacie zaprojektował Junichirō Taniguchi, a muzykę skomponował Kōtarō Nakagawa. Anime było emitowane w stacjach Tokyo MX, KBS, Sun TV, TV Aichi i BS11 od 11 lipca do 26 września 2015. Motywem otwierającym jest „Ai no Prison”, końcowym zaś „Tsumibukaki oretachi no sanka”. Oba utwory zostały wykonane przez grupę Kangoku Danshi, składającą się z pięciu głównych członków obsady. 4 marca 2016 ukazał się odcinek OVA, który został dołączony do limitowanej edycji 20. tomu mangi.

## TV drama
W sierpniu 2015 ogłoszono, że na podstawie mangi powstanie TV drama. Za reżyserię odpowiadał Noboru Iguchi, za produkcję zaś studio Robot. Serial był emitowany od 26 października do 21 grudnia 2015 w stacjach MBS i TBS. Motyw otwierający, zatytułowany „Shōdō” (jap. 衝動), wykonał zespół HaKU.

### Obsada
Opracowano na podstawie źródła.
- Taishi Nakagawa – Kiyoshi Fujino
- Tokio Emoto – Takehito Morokuzu
- Masato Yano – Shingo Wakamoto
- Daiki Miyagi – Jōji Nezu
- Galigali Galixon – Reiji Andō
- Hirona Yamazaki – Mari Kurihara
- Asana Mamoru – Meiko Shiraki
- Aoi Morikawa – Hana Midorikawa
- Masahiro Takashima – Dyrektor Kurihara
- Rena Takeda – Chiyo Kurihara
- Yuko Araki – Anzu Yokoyama

## Odbiór
W 2013 roku manga Prison School otrzymała nagrodę Kōdansha Manga w kategorii ogólnej. W marcu 2018 seria liczyła w obiegu ponad 13 milionów egzemplarzy.